# Catocala fallax
Catocala fallax là một loài bướm đêm trong họ Erebidae.